# Liberty, Indiana
Liberty este o localitate, municipalitate și sediul comitatului, Union, statul Indiana, Statele Unite ale Americii.